# Superstars V8 Next Challenge
Superstars V8 Next Challenge è un videogioco di gare da corsa basato sulla stagione 2009 delle Superstars Series, disponibile per Xbox 360, PlayStation 3 e Windows.

## Piloti
- Gianni Morbidelli;
- Stefano Gabellini;
- Massimo Pigoli;
- Roberto Papini;
- Pierluigi Martini;
- Kristian Ghedina;
- Mauro Cesari;
- Francesco Ascani;
- Roberto Russo;
- Ermanno Dionisio;
- Filipe Albuquerque;
- Fabrizio Armetta;
- Roberto Del Castello;
- Sandro Bettini;
- Andrea Chiesa;
- Roberto Sigala;
- Bruno Bollini;
- Roberto Benedetti;
- Roberto Sperati.

## Auto
- Audi RS4;
- Jaguar S-Type R;
- BMW M5 E39;
- BMW 550i E60;
- BMW M3 E90;
- BMW M3 E92;
- Chrysler 300C SRT8;
- Mercedes C63 AMG;
- Cadillac CTS-V;
- Chevrolet Lumina CR8;
- Maserati Quattroporte.

## Circuiti
- Autodromo Enzo e Dino Ferrari;
- Autodromo Vallelunga;
- Autodromo Internazionale del Mugello;
- Autodromo nazionale di Monza;
- Autodromo di Magione;
- Circuito di Valencia;
- Autodromo Riccardo Paletti;
- Misano World Circuit;
- Adria International Raceway;
- Autódromo Internacional do Algarve;
- Circuito di Kyalami.